# Mentha gayeri
Mentha gayeri là một loài thực vật có hoa trong họ Hoa môi. Loài này được Trautm. mô tả khoa học đầu tiên năm 1933.